# 楯魮
楯魮（学名：Barbus sacratus）為輻鰭魚綱鯉形目鯉科的其中一個種。該物種於1963年由Jacques Daget描述及命名，分布於非洲Diogou、Diani與Simandou 河流域，體長可達25.6公分。

## 扩展阅读
維基物種上的相關：楯魮